# 2 février 2014
Le dimanche 2 février 2014 est le 33e jour de l'année 2014.

## Décès
- André Abadie, rugbyman français.
- Gerd Albrecht, chef d'orchestre allemand.
- Eduardo Coutinho, réalisateur brésilien.
- Émile Guérinel, coureur cycliste français.
- Philip Seymour Hoffman, acteur et réalisateur américain.
- J. D. 'Okhai Ojeikere, photographe nigérian.
- Michel Pastor, homme d'affaires monégasque, président de l'AS Monaco (2004-2008).
- Yves Ryan, homme politique canadien, maire de Montréal-Nord (1963-2001).

## Événements
- Élection présidentielle (premier tour) et législatives au Costa Rica ;
- Élection présidentielle au Salvador (premier tour) ;
- Élections législatives en Thaïlande.